# Tinis
Tinis (Thinis, This o Tis) es el nombre griego de una población del Antiguo Egipto, situada cerca de Abidos, en el Alto Egipto, que fue la capital de las dos primeras dinastías del Antiguo Egipto.
|  |

- Nombre egipcio: Cheni (ṯni). Nombre griego: Tinis, Tis. Nombre árabe: Al-Birba (?)

## Historia
En los epítomes de Manetón, es el lugar de origen de Menes, unificador de Egipto y Tis es considerada la capital de la Confederación Tinita y el hogar de los faraones de las dinastías primera y segunda. Por eso, a estas dinastías se las denominó Tinitas; también se llamó a este periodo: época Tinita (c. 3150 - c. 2686 a. C.), y a la región: nomo Tinita.

Después de los espíritus de los muertos, y de los semidioses, la primera casa real tuvo ocho reyes, el primero de los cuales, Menes de Tis, reinó 62 años.
Julio Africano

La ubicación de la antigua ciudad de Tinis es desconocida, aunque posiblemente estaría situada en la orilla derecha del Nilo, cerca de Girga, unos quince kilómetros al norte de Abidos, o del pueblo de Al-Birba o El-Birbeh, unos veinte kilómetros al noroeste, pero no ha sido hallada ninguna prueba arqueológica concluyente.
Con el advenimiento de la tercera dinastía, la capital se trasladó a Menfis.

## Necrópolis
Existen restos de una antigua necrópolis junto a Naga ed-Deir, frente a la moderna Girga, con tumbas que van desde el periodo predinástico hasta principios del Imperio Medio, época en que Tinis declinó bajo la influencia de la vecina ciudad de Abidos.

## Religión

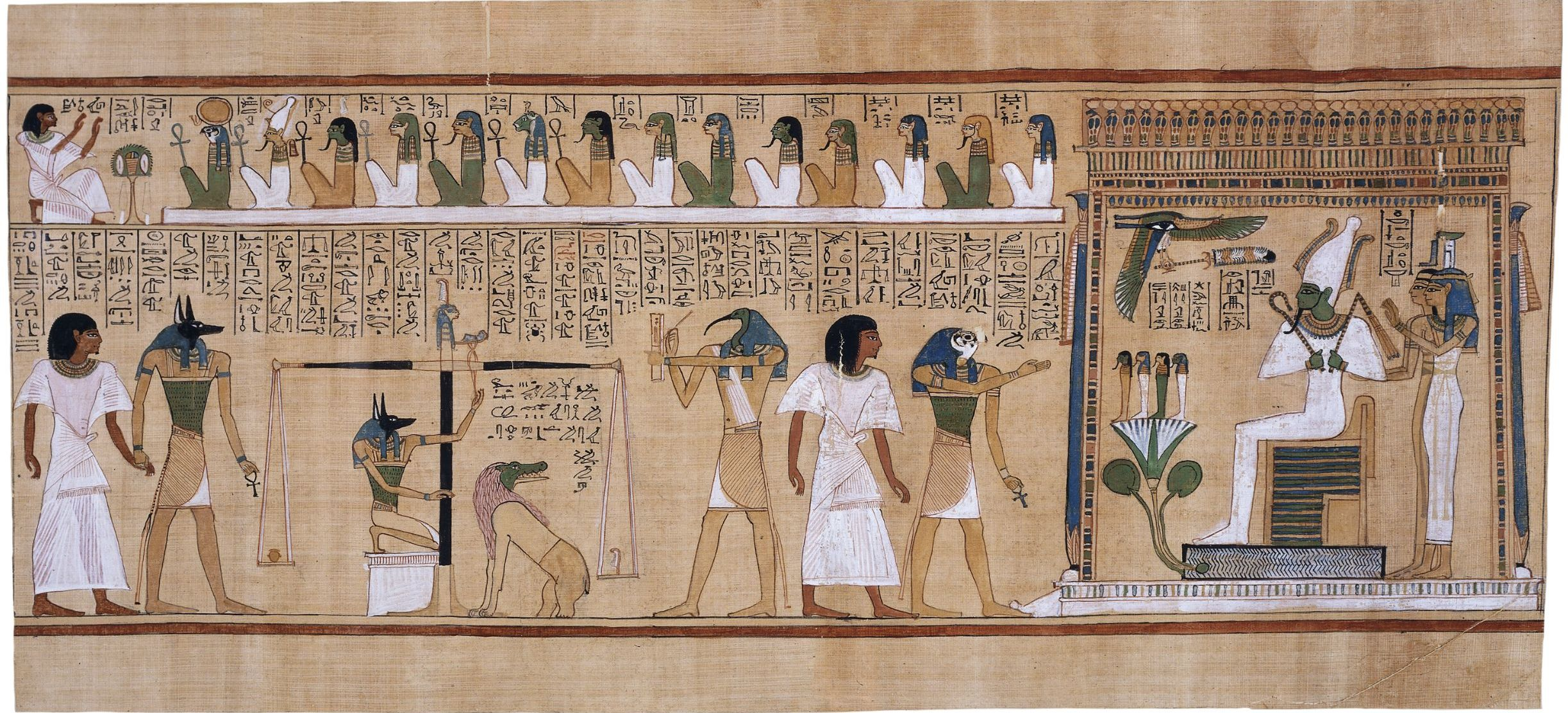
Libro de los muertos (Osiris, con la piel verdosa está sentado a la derecha). En la cosmología religiosa del Antiguo Egipto, Tinis es un lugar mítico en el cielo.

Como cada nomo, tenía un lugar para la tumba y las momias de sus dioses-nomos muertos y así, Tinis albergaba el templo y último lugar de descanso de Onuris, cuyos epítetos incluían "toro de Tinis", adorado después de su muerte como Jenti-Amentiu, y cuyo dios-nomo, fue colocado a la cabeza de la Enéada local.
El sumo sacerdote del templo de Onuris en Tinis fue llamado el primer profeta, o jefe de los videntes, un título que Maspero (1903) sugiere ser un reflejo de la decadencia de Tinis en su estatus de ciudad.
Uno de los jefes de videntes, Anhurmose, que murió durante el reinado de Merenptah (c. 1213 - c. 1203 a. C.), rompió con la tradición de sus predecesores del Reino Nuevo, que fueron enterrados en Abidos, y se hizo enterrar en Tinis.
La diosa leona Mehit también fue adorada en Tinis, y la restauración de su templo durante el reinado de Merenptah fue supervisado probablemente por Anhurmose.
Hay pruebas de que la sucesión en el cargo de jefe de videntes de Onuris en Tinis fue de un familiar: en el período Heracleopolitano, un Hagi sucedió a su hermano mayor, también llamado Hagi, y a su padre y en el Nuevo Reino, Parennefer llamado Wennefer (Wenennefer) fue sucedido en el oficio sacerdotal por su hijo, Hori.
En la antigua cosmología religiosa egipcia, Tinis desempeñó un papel como lugar mítico en el cielo. En particular, tal como se establece en el Libro de los Muertos, su significación escatológica se puede ver en ciertos rituales. Cuando el dios Osiris triunfa, "la alegría pasa su ronda en Tinis", una referencia a la Tinis celestial, frente a la ciudad terrena.
| T · n | i | O49 |

| T · n | i | O49 |